# دوبراویتسا (پوژارواتس)
دوبراویتسا (به صربی: Dubravica) یک منطقهٔ مسکونی در صربستان است که در ناحیه برانیچوو واقع شده‌است. دوبراویتسا ۱٬۲۲۵ نفر جمعیت دارد.